# Суперкубок Греції з футболу
Суперкубок Греції з футболу (грец. Σούπερ Καπ Ελλάδος), в минулому — Кубок дружби і солідарності (грец. Κύπελλο Φιλίας και Αλληλεγγύης) — матч під егідою Грецької федерації футболу між переможцем чемпіонату і володарем Кубка. Якщо одна команда робить дубль, тобто виграє і чемпіонат, і Кубок, то тоді матч проводиться між володарем дубля та командою, яка програла у фіналі Кубка країни. Перший розіграш турніру відбувся в 1980 році, але офіційним став лише 1987 року
Матч найчастіше проводився в Афінах на Олімпійському стадіоні.

## Статистика

### Неофіційний турнір[1]
| Сезон | Переможець | Результат | Фіналіст | Стадіон                      |
| ----- | ---------- | --------- | -------- | ---------------------------- |
| 1980  | Олімпіакос | 4-3       | Касторія | Георгіос Караїскакіс (Пірей) |

### Офіційні турніри
| Сезон                                                        | Переможець    | Результат     | Фіналіст      | Стадіон                       |               |
| ------------------------------------------------------------ | ------------- | ------------- | ------------- | ----------------------------- | ------------- |
| 1987                                                         | Олімпіакос    | 1-0           | ОФІ           | Олімпійський стадіон (Афіни)  |               |
| 1988                                                         | Панатінаїкос  | 3-1           | Лариса        | Олімпійський стадіон (Афіни)  |               |
| 1989                                                         | AEK           | 1-1           | Панатінаїкос  | Олімпійський стадіон (Афіни)  |               |
| AEK виграв 6-5 по пенальті                                   |               |               |               |                               |               |
| 1990                                                         | не проводився | не проводився | не проводився | не проводився                 | не проводився |
| 1991                                                         | не проводився | не проводився | не проводився | не проводився                 | не проводився |
| 1992                                                         | Олімпіакос    | 3-1           | AEK           | Олімпійський стадіон (Афіни)  |               |
| 1993                                                         | Панатінаїкос  | 1-0           | AEK           | Олімпійський стадіон (Афіни)  |               |
| 1994                                                         | Панатінаїкос  | 3-0           | AEK           | Олімпійський стадіон (Афіни)  |               |
| Панатінаїкос зробив дубль, AEK брав участь як фіналіст Кубка |               |               |               |                               |               |
| 1995                                                         | не проводився | не проводився | не проводився | не проводився                 | не проводився |
| 1996                                                         | AEK           | 1-1           | Панатінаїкос  | Георгіос Караїскакіс (Пірей)  |               |
| AEK виграв 9-8 по пенальті                                   |               |               |               |                               |               |
| 1997                                                         | не проводився | не проводився | не проводився | не проводився                 | не проводився |
| 1998                                                         | не проводився | не проводився | не проводився | не проводився                 | не проводився |
| 1999                                                         | не проводився | не проводився | не проводився | не проводився                 | не проводився |
| 2000                                                         | не проводився | не проводився | не проводився | не проводився                 | не проводився |
| 2001                                                         | не проводився | не проводився | не проводився | не проводився                 | не проводився |
| 2002                                                         | не проводився | не проводився | не проводився | не проводився                 | не проводився |
| 2003                                                         | не проводився | не проводився | не проводився | не проводився                 | не проводився |
| 2004                                                         | не проводився | не проводився | не проводився | не проводився                 | не проводився |
| 2005                                                         | не проводився | не проводився | не проводився | не проводився                 | не проводився |
| 2006                                                         | не проводився | не проводився | не проводився | не проводився                 | не проводився |
| 2007                                                         | Олімпіакос    | 1-0           | Лариса        | Георгіос Караїскакіс (Пірей)) |               |
| 2008                                                         | не проводився | не проводився | не проводився | не проводився                 | не проводився |
| 2009                                                         | не проводився | не проводився | не проводився | не проводився                 | не проводився |
| 2010                                                         | не проводився | не проводився | не проводився | не проводився                 | не проводився |

## Статистика по клубах
| Клуб         | Перемог | Фіналів | Роки перемоги          |
| ------------ | ------- | ------- | ---------------------- |
| Олімпіакос   | 4       | -       | 1980, 1987, 1992, 2007 |
| Панатінаїкос | 3       | 2       | 1988, 1993, 1994       |
| AEK          | 2       | 3       | 1989, 1996             |
| Лариса       | -       | 2       | -                      |
| ОФІ          | -       | 1       | -                      |
| Касторія     | -       | 1       | -                      |